# Troščine
Troščine – wieś w Słowenii, w gminie Grosuplje. 1 stycznia 2017 liczyła 47 mieszkańców.